# Mesomys leniceps
Mesomys leniceps es una especie de roedor de la familia Echimyidae.

## Distribución geográfica
Se encuentra en Perú.